# 特雷斯帕尔梅拉斯
特雷斯帕尔梅拉斯是巴西南大河州的一个市镇。总面积188.7平方公里，总人口4388人，人口密度23.3人/平方公里。